# أوستين جيبس
أوستين جيبس (بالإنجليزية: Austin Gibbs)‏ هو كاتب أغاني أمريكي، ولد في 17 ديسمبر 1986.

## وصلات خارجية
- الموقع الرسمي